# 德瓦金寺
德瓦金寺，位于西藏自治区日喀则市白朗县旺丹乡秋堆村，是一座藏传佛教寺院。

## 简介
德瓦金寺是位于西藏自治区日喀则市白朗县旺丹乡秋堆村的一座藏传佛教寺院。
德瓦金寺是白朗县的知名寺院，初建于公元1230年。